# Sanukran Thinjom
Sanukran Thinjom (Thai: ศนุกรานต์ ถิ่นจอม; * 12. September 1993 in Phrae) ist ein thailändischer Fußballspieler.

## Karriere

### Verein
Das Fußballspielen erlernte Sanukran Thinjom in der Jugendabteilung von BEC Tero Sasana FC in Bangkok. Hier unterschrieb er 2012 auch seinen ersten Vertrag. 2013 wurde er an den Drittligisten RBAC FC ausgeliehen. 2014 unterschrieb er einen Vertrag bei Muangthong United. Bis 2015 wurde er an die unterklassigen Vereine Customs United (2014), Thonburi City FC (2014) und Nonthaburi FC (2015) ausgeliehen. 2016 erfolgte eine Ausleihe an den in der Thai Premier League spielenden Verein Army United. 2020 verließ er Muangthong und schloss sich dem Erstligisten Chiangrai United aus Chiangrai an. Seinen ersten Titel mit Chiangrai errang er im Februar 2020, als er mit dem Club das Finale des Thailand Champions Cup gegen Port FC mit 2:0 gewann. Im April 2021 stand er mit Chiangrai im Endspiel des FA Cup. Das Endspiel gegen den Chonburi FC gewann man im Elfmeterschießen. Am 1. September 2021 spielte er mit Chiangrai um den Thailand Champions Cup. Das Spiel gegen den thailändischen Meister BG Pathum United FC im 700th Anniversary Stadium in Chiangmai verlor man mit 0:1. Nach 105 Ligaspielen wechselte er im Sommer 2024 zum Ligarivalen PT Prachuap FC. Für Prachuap bestritt er in der Hinrunde zwölf Ligaspiele. Ende Dezember 2024 wurde er bis Saisonende 2024/25 an seinen ehemaligen Verein Chiangrai United ausgeliehen.

### Nationalmannschaft
Von 2013 bis 2016 spielte Sanukran Thinjom 6 Mal für die thailändische U-23-Nationalmannschaft. 2019 bestritt er ein Spiel für die thailändische Nationalmannschaft.

## Erfolge
Muangthong United
- Thailändischer Ligapokalsieger: 2017
- Thailändischer Supercup-Sieger: 2017
- Mekong Club Championship: 2017

Chiangrai United
- Thailändischer Supercup-Sieger: 2020
- Thailändischer Pokalsieger: 2020/21